# Río Yera
El río Yera es un curso fluvial del norte de la península ibérica que discurre por Cantabria (España). Pertenece a la cuenca hidrográfica del Pas. 

## Curso
Nace en las estribaciones del puerto de las Estacas de Trueba de la confluencia del arroyo Aján y el arroyo Enverao. Posee una longitud de 8,329 kilómetros, con una pendiente media de 8,3º. Desemboca en el río Pas, en la villa de Vega de Pas.
Cede su nombre a un barrio de cabañales, llamados La Flecha, Majón y Arezos, dentro del término municipal de La Vega de Pas. Las muchas cabañas que contienen son en su mayor parte vividoras del siglo XIX y principios del XX, y mantienen una tendencia de unirse en barriadas. El río pasa junto a otras construcciones típicas de la Vega de Pas, como molinos y puentes, basadas en la piedra natural y la madera.
Aparece descrito en el decimosexto y último volumen del Diccionario geográfico-estadístico-histórico de España y sus posesiones de Ultramar de Pascual Madoz con las siguientes palabras:

YERA: r. en la prov. de Santander, part. jud. de Villacarriedo: nace al pie de los picos ó Trueva en su vertiente occidental, térm. de la Vega; baña el cabañal de Andaruz y los de Onedo, la Aceboda, la Braña, el Empeñadero, la Hormaza, la Azuela, el Embarado, Portilla y Fuentes; sigue hácia la barriada de la Plana, uniéndose por la de Candolias con el Pandillo; le cruza un puente de madera y cria alguna pesca de truchas y anguilas.
(Madoz, 1850, p. 433)

## Etimología
Según el lingüista E. Bascuas, el topónimo Yera procedería de un tema hidronímico paleoeuropeo *Er-(i)a, derivado de la raíz indoeuropea *er- 'fluir, moverse'.